# Dominica (mulher claríssima)
Dominica (em latim: Dominica) foi uma cortesã bizantina do século VI, ativa no reinado do imperador Maurício (r. 582–602), conhecida a partir de menções na correspondência do papa Gregório I (r. 590–604).

## Vida
Dominica provavelmente tinha origem ocidental e deve ter sido filha de Narses e sua provável esposa Hesíquia. Nesse sentido, deve ter sido irmã de Alexandre, Marino, Teodoro e Eudóquia. Vivia com sua família em Constantinopla. Em 593, escreveu uma carta a Gregório, que se recusou a responder, pois ela escreveu em grego. Ocupou alguma posição na corte e deve ter recebido a distinção de mulher claríssima (clarissima femina), mas em 597 se tornou líder do convento ao qual Gregório pediu que Narses a colocasse para garantir que se devotaria a uma vida religiosa.